# يوفيميو زاباتا
يوفيميو زاباتا (بالإسبانية: Eufemio Zapata)‏ ‏(1873 – 1917) كان مشاركاً في الثورة المكسيكية وشقيق الثوري المكسيكي إميليانو زاباتا. قُتل على يد سيدرونيو كاماتشو، أحد قادة زاباتا.